# Montrond-les-Bains
Montrond-les-Bains é uma comuna francesa na região administrativa de Auvérnia-Ródano-Alpes, no departamento de Loire. Estende-se por uma área de 10,11 km². Em 2010 a comuna tinha 5 371 habitantes (densidade: 531,3 hab./km²).